# Tuffi ai campionati mondiali di nuoto 2015 - Piattaforma 10 metri femminile
La competizione di tuffi dalla piattaforma 10 metri femminile dei campionati mondiali di nuoto 2015 si è disputata il 29 e 30 luglio 2015 nell'Aquatics Palace a Kazan'. La gara si è svolta in tre fasi: la mattina del 29 luglio si è disputato il turno eliminatorio cui hanno partecipato 37 atlete. Nel pomeriggio le migliori diciotto hanno gareggiato nella semifinale. Le migliori 12 atlete della semifinale, hanno disputato la finale il 30 luglio

## Medaglie
| Posizione | Atleta           | Nazionalità    |
| --------- | ---------------- | -------------- |
| Oro       | Kim Kuk-hyang    | Corea del Nord |
| Argento   | Ren Qian         | Cina           |
| Bronzo    | Pandelela Rinong | Malaysia       |

## Risultati
I finalisti sono segnalati in verde
 I semifinalisti sono segnalati in viola
| Posizione | Atleta              | Nazionalità    | Preliminare | Preliminare | Semifinale | Semifinale | Finale | Finale    |
| Posizione | Atleta              | Nazionalità    | Punti       | Posizione   | Punti      | Posizione  | Punti  | Posizione |
| --------- | ------------------- | -------------- | ----------- | ----------- | ---------- | ---------- | ------ | --------- |
| 1         | Kim Kuk-hyang       | Corea del Nord | 332.95      | 7           | 379.90     | 3          | 397.05 | 1         |
| 2         | Ren Qian            | Cina           | 411.40      | 1           | 423.15     | 1          | 388.00 | 2         |
| 3         | Pandelela Rinong    | Malaysia       | 363.55      | 3           | 338.10     | 8          | 385.05 | 3         |
| 4         | Si Yajie            | Cina           | 377.75      | 2           | 395.75     | 2          | 384.40 | 4         |
| 5         | Melissa Wu          | Australia      | 320.80      | 11          | 324.30     | 11         | 364.20 | 5         |
| 6         | Amy Cozad           | Stati Uniti    | 345.00      | 5           | 345.40     | 6          | 361.95 | 6         |
| 7         | Meaghan Benfeito    | Canada         | 312.75      | 15          | 320.75     | 12         | 343.80 | 7         |
| 8         | Tonia Couch         | Gran Bretagna  | 328.70      | 9           | 339.70     | 7          | 340.30 | 8         |
| 9         | Laura Marino        | Francia        | 332.80      | 8           | 349.50     | 4          | 331.20 | 9         |
| 10        | Song Nam-hyang      | Corea del Nord | 312.65      | 16          | 346.55     | 5          | 315.85 | 10        |
| 11        | Julija Prokopčuk    | Ucraina        | 320.40      | 12          | 337.05     | 9          | 305.90 | 11        |
| 12        | Noemi Batki         | Italia         | 314.40      | 14          | 331.60     | 10         | 255.00 | 12        |
| 13        | Roseline Filion     | Canada         | 318.60      | 13          | 318.05     | 13         |        |           |
| 14        | Nur Dhabitah Sabri  | Malaysia       | 307.15      | 18          | 316.40     | 14         |        |           |
| 15        | Yulia Timoshinina   | Russia         | 327.95      | 10          | 310.25     | 15         |        |           |
| 16        | Minami Itahasi      | Giappone       | 344.65      | 6           | 305.30     | 16         |        |           |
| 17        | Paola Espinosa      | Messico        | 354.90      | 4           | 285.65     | 17         |        |           |
| 18        | Sarah Barrow        | Gran Bretagna  | 308.90      | 17          | 283.10     | 18         |        |           |
| 19        | Mara Aiacoboae      | Romania        | 306.50      | 19          |            |            |        |           |
| 20        | Ganna Krasnoshlyk   | Ucraina        | 305.15      | 20          |            |            |        |           |
| 21        | Jessica Parratto    | Stati Uniti    | 301.85      | 21          |            |            |        |           |
| 22        | Giovanna Pedroso    | Brasile        | 301.40      | 22          |            |            |        |           |
| 23        | Ekaterina Petukhova | Russia         | 301.10      | 23          |            |            |        |           |
| 24        | Kim Su-ji           | Corea del Sud  | 295.00      | 24          |            |            |        |           |
| 24        | Maria Kurjo         | Germania       | 295.00      | 24          |            |            |        |           |
| 24        | Elena Wassen        | Germania       | 295.00      | 24          |            |            |        |           |
| 27        | Ingrid Oliveira     | Brasile        | 291.95      | 27          |            |            |        |           |
| 28        | Celine van Duijn    | Paesi Bassi    | 287.25      | 28          |            |            |        |           |
| 29        | Maha Abdelsalam     | Egitto         | 280.75      | 29          |            |            |        |           |
| 30        | Villő Kormos        | Ungheria       | 269.80      | 30          |            |            |        |           |
| 31        | Nana Sasaki         | Giappone       | 255.10      | 31          |            |            |        |           |
| 32        | Ko Eun-ji           | Corea del Sud  | 255.00      | 32          |            |            |        |           |
| 33        | Alejandra Estrella  | Messico        | 247.30      | 33          |            |            |        |           |
| 34        | Jaimee Gundry       | Sudafrica      | 245.60      | 34          |            |            |        |           |
| 35        | Sara Pérez          | Colombia       | 233.25      | 35          |            |            |        |           |
| 36        | Zsófia Reisinger    | Ungheria       | 228.90      | 36          |            |            |        |           |
| 37        | Lim Shen-Yan Freida | Singapore      | 191.05      | 37          |            |            |        |           |